# ...E mi consuma l'estate/Spaghetti, insalatina e una tazzina di caffè a Detroit
...e mi consuma l'estate / Spaghetti, insalatina e una tazzina di caffè a Detroit è un singolo di Fred Bongusto, pubblicato dalla RCA Italiana nel maggio 1967.

## I brani
Entrambi i brani sono scritti da Franco Migliacci e composti dallo stesso Bongusto. ...e mi consuma l'estate è firmato anche da Dario Farina e Sante Maria Romitelli.
Gli arrangiamenti e la direzione orchestrale sono di Ruggero Cini.
Solo il lato B prevede la collaborazione dei Cantori Moderni di Alessandroni.
Spaghetti, insalatina e una tazzina di caffè a Detroit è il brano scritto e composto per la colonna sonora del film Il tigre (1967).

## Tracce
1. ...e mi consuma l'estate – 2:24
2. Spaghetti, insalatina e una tazzina di caffè a Detroit (dal film Il tigre) – 2:11